# Bora Sevim
Bora Sevim (* 17. Februar 1982 in Ankara) ist ein türkischer Fußballtorwart.

## Karriere

### Verein
Sevim begann seine professionelle Karriere in seiner Heimatstadt Ankara bei Hacettepe SK. Bereits nach einer Saison wechselte er in die Süper Lig zu Gençlerbirliği Ankara. Für Gençlerbirliği spielte der Torhüter keine Partie in der Süper Lig. Er wurde an Medical Park Antalyaspor und İnegölspor ausgeliehen. 2007 verließ er die Hauptstadt und spielte ein Jahr für Yalovaspor. Es folgten Türk Telekomspor und Gaziantep Büyükşehir Belediyespor. 
Am 10. Juni 2010 unterschrieb Bora Sevim einen langfristigen Vertrag bei Trabzonspor. Seitdem ist er hinter Tolga Zengin und Onur Kıvrak die Nummer drei im Tor von Trabzonspor. 
Nach zwei Jahren kehrte er, ohne ein Pflichtspiel für Trabzonspor absolviert zu haben, zu seinem alten Verein Gaziantep Büyükşehir Belediyespor zurück. Ende August 2014 wurde sein Vertrag mit Trabzonspor aufgelöst. Wenige Tage danach wurde sein Wechsel zu Gaziantepspor bekanntgegeben.
Im Sommer 2016 wurde er vom Drittligisten Kastamonuspor 1966 verpflichtet.

### Nationalmannschaft
Sevim begann seine Nationalmannschaftskarriere 199 mit einem Einsatz für die türkische U-15-Nationalmannschaft und durchlief bis zur U-19-Auswahl alle Nationalmannschaften seines Landes.